# Unpacking
Unpacking — инди-игра и головоломка, разработанная независимой австралийской студией Witch Beam и изданная Humble Bundle для платформ Microsoft Windows, macOS, Linux, Nintendo Switch, Xbox One, Xbox Series X/S, PlayStation 4, и PlayStation 5. Игрок должен распаковывать предметы безымянной девушки, игровые уровни поделены на разные жизненные этапы в разные временные отрезки с 1997 по 2018 года, когда девушка переезжает в новые квартиры или дома.
Unpacking начала создаваться, как головоломка. Затем разработчики решили сметить акцент на сюжетном повествовании через предметы и обстановку. История в игре частично основана на автобиографии Рен Брайер, геймдизайнера студии.
Игровые критики в целом хвалили Unpacking за её простой и расслабляющий геймплей, оригинальный способ передачи сюжетной линии, визуальную эстетику и внимание к деталям. Unpacking также была признана одной из лучших игр многими редакциями и получила ряд наград.

## Игровой процесс
Unpacking — головоломка типа укажи и щёлкни, в которой игрок должен распаковать все вещи, въезжая в новое жилище. Игрок с помощью мышки или контроллера нажимает на предмет и перетаскает его в нужное место. Задача игрока сводится к тому, чтобы грамотно организовать пространство для многочисленных вещей в маленьких комнатах. Игрок может свободно расставлять предметы на разных поверхностях. При этом меняя положение вещи, на полке книги и диски размещаются в вертикальном положении, а на столе — в горизонтальном. Несмотря на большую свободу, вещи должны находиться в «правильных» местах, например кухонную утварь нельзя разместить на кровати. Когда игрок распакует все вещи, перед завершением уровня игра обозначит неправильно расставленные предметы, которые будут мигать красным контуром.
Распаковка предметов — ключ к воспоминаниям. Окружающая обстановка и предметы намекают на жизненное положение их хозяйки. Хотя игра не раскрывает никаких имён, предметы дают множества подсказок об их владелице. Игрок наблюдает за разными жизненными этапами девушки. Вещи намекают на то, что девушка родом из еврейской семьи, занимается дизайном или увлекается компьютерными играми.
Игра начинается с оформления её детской комнаты в 1997 году. В 2000-е героиня переезжает в общежитие при университете. Далее она переезжает жить в зажиточные апартаменты к своему другу. В этих апартаментах тесно и ей сложно найти место для своих вещей. Становится ясно, что они развелись и девушка находит ночлег в родительском доме. Затем она переезжает в собственные недорогие апартаменты. Через несколько лет туда вселяется новый партнёр — азиатская девушка, дополняя квартиру предметами азиатского быта, например рисоваркой. В заключении становится ясно, что пара ждёт ребёнка (или недавно он у них появился) и переезжает в просторный дом.

## Разработка

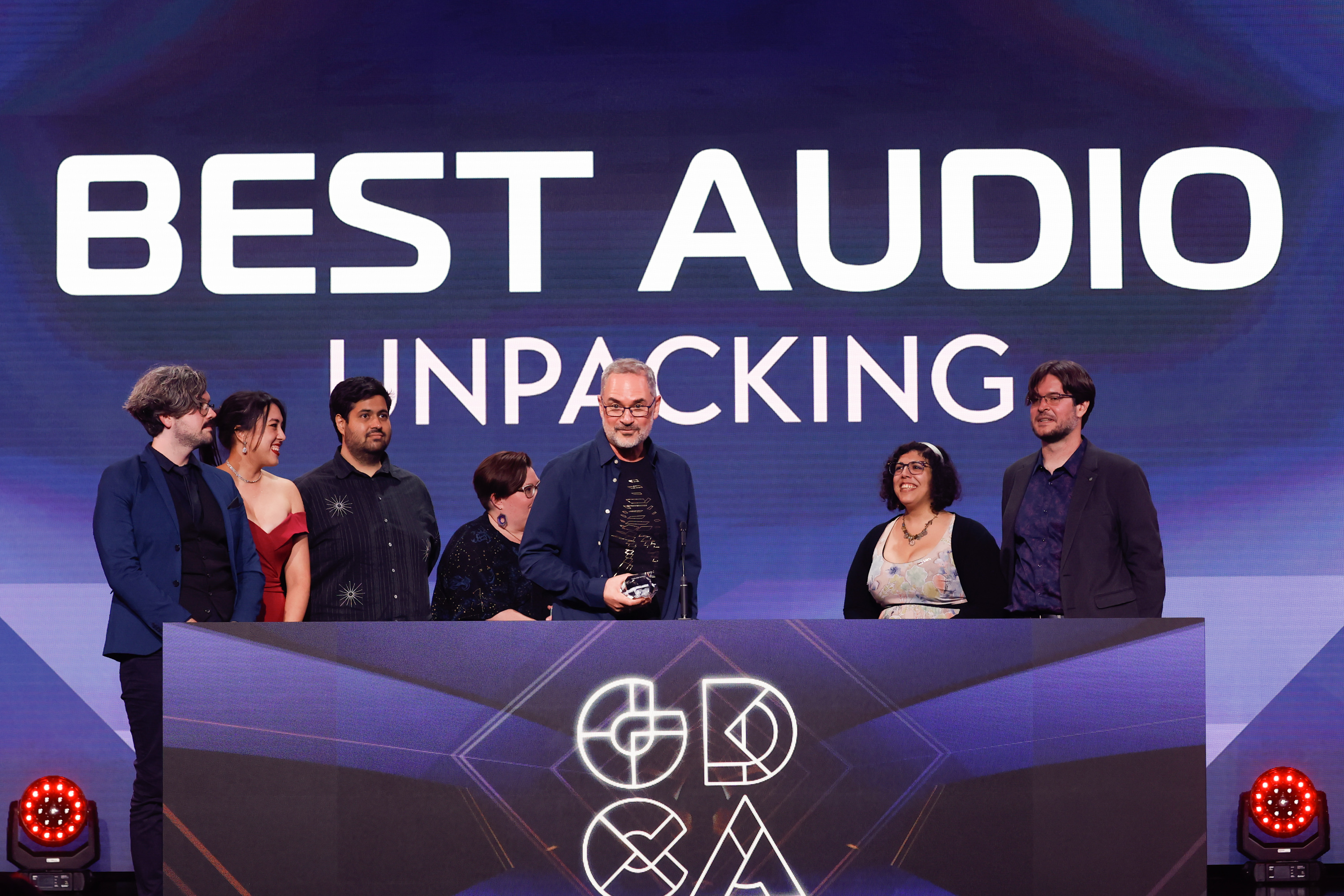
Команда разработчиков на вручении Developers Choice Awards

Разработкой игры занималась Witch Beam, независимая студия, расположенная в Брисбене, Австралии. Она была основана в 2013 году и ранее выпустила игру Assault Android Cactus в 2015 году. Впервые идея создать игру пришла Рен Брайер, когда она переехала жить к своему партнёру и по совместительству соучредителю Witch Beam — Тиму Доусону, в начале 2018 года. Тогда Брайер забыла промаркировать коробки и испытала трудности при распаковке собственных предметов. В этот момент ей пришла идея об игре с игровым процессом, завязанном на распаковке предметов. Они оба учувствовали в джемах Stugan в Швеции, и в начале 2019 года начали разработку игры. В начале больший акцент делался на головоломке, но затем команда решила сместить акцент на сюжетной линии и наоборот предоставить игроку больше свободы в размещении предметов.
Unpacking демонстрирует сюжетную линию без слов, через предметы, которые игрок распаковывает. Разработчики хотели, чтобы игра начиналась, как перемещение предметов, затем акцент смещается на повествовательную линию, скрытую за перемещением предметов. Рен Брайер призналась, что сюжетная линия в игре частично основана на неё биографии. Например, что главная героиня — художница, или любит плюшевые игрушки. Брайер также родом из еврейской семьи. Через детали и предметы игра стремится передать как можно больше деталей сюжета, например при переезде в квартиру парня, девушке трудно найти место для своих вещей, как бы подчёркивая эгоистичность её нового бойфренда. Рен Брайер, будучи бисексуалкой хотела включить данную часть жизненного опыта в игру, где главная героиня после неудачных попыток отношений с мужчиной находит своё счастье в отношениях с другой партнёршей. У Брайер до отношений Доусоном также была в прошлом неудачная попытка отношений с женщиной, но в игре она «поменяла местами» пол партнёров, чтобы не продвигать в сюжете штамп бисексуального стирания. Команда хотела сделать сюжет как можно более доступным, в том числе чтобы преодолеть языковой барьер или барьер понимания, чтобы как можно больше игроков могло наслаждаться геймплеем. Разработчики создали множество других функций, чтобы сделать свою игру более доступной.
В игру было добавлено более 14000 эффектов фоли, у каждого предмета в игре есть свой уникальный звук при поднятии и положении, а также с определённой поверхности.
В продвижении игры помогал коммьюнити-менеджер Among Us, рекламировавший игру на каналах Discord и TikTok. Изначально команда ожидала, что на разработку уйдёт полтора года, однако она заняла вдвое больше времени. Unpacking была выпущена для ПК, Nintendo Switch и Xbox One 2 ноября 2021 года, а также для PlayStation 4 и PlayStation 5 10 мая 2022 года. Физические копии были доступны для предварительного заказа с 29 марта по 1 мая 2022 года, их издательством занималась Limited Run Games.

## Восприятие
| Сводный рейтинг       | Сводный рейтинг                                |
| Агрегатор             | Оценка                                         |
| --------------------- | ---------------------------------------------- |
| Metacritic            | PC: 84/100 NS: 86/100 XONE: 81/100 PS5: 84/100 |
| Иноязычные издания    |                                                |
| Издание               | Оценка                                         |
| GameSpot              | 9/10                                           |
| Hardcore Gamer        | 4/5                                            |
| IGN                   | 8/10                                           |
| Nintendo Life         | [ 17 ]                                         |
| Nintendo World Report | 6,5/10                                         |
| Pocket Gamer          | [ 19 ]                                         |
| Push Square           | [ 20 ]                                         |
| Shacknews             | 7/10                                           |
| TouchArcade           | 4,5/5                                          |
| The Guardian          | [ 23 ]                                         |

Игра получила положительные оценки со стороны игровых критиков по данным агрегатора Metacritic. Unpacking была признана одной из лучших игр 2021 года редакциями The New Yorker, Los Angeles Times, Forbes, Financial Times, CNET и NME.
За первые 10 дней после выхода было продано более 100,000 копий на всех платформах. Unpacking номинировалась, как игра года на Gayming Awards и выиграла в категориях лучшая «ЛГБТК Инди» и «Подлинная представленность». Игра также выиграла две награды на IGDA Global Industry Game Awards в 2022 году за лучшею 2D-анимацию и лучшее двухмерное окружение.
Unpacking стала одним из самых ярких релизов 2021 года среди атмосферных игр-песочниц наряду с Cloud Gardens и Dorfromantik. 
Вскоре после успешного выпуска Unpacking, в App Store и Android компанией SayGames Ltd. был выпущен бесплатный и почти идентичный клон Unpacking Master с одинаковыми ассетами, быстро ставший второй самой скачиваемой игрой. Многие игроки по ошибке принимали клон за мобильную версию Unpacking. При этом игровой процесс в игре постоянно прерывался рекламой. Разработчики с возмущением отреагировали на клон, призывая не скачивать игру и называя её обесцениванием трёхлетней разработки. Реакция интернет-общества была достаточной резонансной, чтобы клон удалили из двух магазинов. Клон был удалён по инициативе главы SayGames, который не ожидал столь сильной реакции. Он принёс публичные извинения за сложившеюся ситуацию и перед разработчиками оригинальной игры.

### Критика
Критик GameSpot похвалил игру, называя её весёлой, расслабляющей не только в плане сердечной истории, но и цикла игрового процесса, становясь всё более детализированным по мере дальнейшей жизни героини. Рецензент признался, что игра затронула его до глубины души, заставив вспомнить о своих жизненных вехах и усопших родственниках, о которых напоминают незамысловатые сувениры.
Критик Hardcore Gamer назвал Unpacking игрой с самой продвинутой пиксельной графикой и похвалил скрупулёзное внимание к деталям, передающее через изменение техники временные отрезки и демонстрацию памятных/любимых вещей. Он назвал Unpacking одной из тех игр, которые способны подарить приятный и расслабляющий опыт, а также оставить приятные воспоминания.
Обозревательница IGN назвала Unpacking запоминающейся и восхитительной игрой, заметив, что по-прежнему существует множество оригинальных способов передачи сюжетной линии без единого диалога. В этой игре легко потерять несколько часов, которые будут ощущаться минутами.
Рецензент Nintendo Life признался, что не ожидал получить удовольствие от процесса распаковки предметов. Он был впечатлён передачей простой, но трогательной истории через окружающую среду и тем, как Unpacking с помощью небольших трюков вводит скрытое руководство для игрока.
Головоломки в игре не сложны, вместо этого игрок наблюдает за развитием сценария. Критик Hardcore Gamer назвал сам игровой процесс с первого взгляда крайне простым, но в какой-то момент был сам поражён, на сколько сложно уложить все нужные предметы  в ограниченном пространстве. Обозревателю не понравилось требование размещать предметы на «правильных» местах, называя это ненужным ограничением. Критик IGN жаловалась на то, что не могла определить некоторые слишком мелкие предметы, в итоге размещая их методом проб и ошибок. Рецензент Nintendo Life оценил то, что при наличии нужных настроек, игрок способен превратить квартиру в полный хаос.

### Награды
| Год  | Награда                                       | Категория                                  | Итог      | Ссылка        |
| ---- | --------------------------------------------- | ------------------------------------------ | --------- | ------------- |
| 2021 | Australian Game Developer Awards              | Игра года                                  | Победа    | [ 37 ]        |
| 2021 | Australian Game Developer Awards              | Выдающееся достижение для независимой игры | Победа    | [ 37 ]        |
| 2021 | Australian Game Developer Awards              | Превосходство в доступности                | Победа    | [ 37 ]        |
| 2022 | D.I.C.E. Awards 2022                          | Выдающееся достижение для независимой игры | Победа    | [ 38 ]        |
| 2022 | Game Developers Choice Awards                 | Лучшее аудио                               | Победа    | [ 39 ] [ 40 ] |
| 2022 | Game Developers Choice Awards                 | Премия за инновации                        | Победа    | [ 39 ] [ 40 ] |
| 2022 | Game Developers Choice Awards                 | Лучшее повествование                       | Номинация | [ 39 ] [ 40 ] |
| 2022 | Independent Games Festival Awards             | Главный приз Шеймуса МакНалли              | Номинация | [ 40 ] [ 41 ] |
| 2022 | Independent Games Festival Awards             | Превосходное повествование                 | Номинация | [ 40 ] [ 41 ] |
| 2022 | Independent Games Festival Awards             | Превосходный дизайн                        | Номинация | [ 40 ] [ 41 ] |
| 2022 | Independent Games Festival Awards             | Превосходное аудио                         | Номинация | [ 40 ] [ 41 ] |
| 2022 | Премия Британской Академии в области видеоигр | Семейная игра                              | Номинация | [ 42 ]        |
| 2022 | Премия Британской Академии в области видеоигр | Повествование                              | Победа    | [ 42 ]        |
| 2022 | Премия Британской Академии в области видеоигр | Оригинальная собственность                 | Номинация | [ 42 ]        |
| 2022 | Премия Британской Академии в области видеоигр | Электронная игра года                      | Победа    | [ 42 ]        |
| 2022 | Gayming Awards                                | Игра года                                  | Номинация | [ 31 ]        |
| 2022 | Gayming Awards                                | Лучшая ЛГБТК инди-игра                     | Победа    | [ 31 ]        |
| 2022 | Gayming Awards                                | награда за достоверную представленность    | Победа    | [ 31 ]        |
| 2022 | IGDA Global Industry Game Awards              | 2D анимация                                | Победа    | [ 32 ]        |
| 2022 | IGDA Global Industry Game Awards              | 2D окружающее искусство                    | Победа    | [ 32 ]        |